# Simo Mikašinović
Simo Mikašinović, hrvaški general, * 18. december 1918, † ?.

## Življenjepis
Med vojno je bil poveljnik več enot, nazadnje brigade 8. divizije. 
Po vojni je nadaljeval z vojaško kariero; med drugim je bil poveljnik divizije.